# الأعلام العلية في مناقب ابن تيمية
الأعلام العلية في مناقب ابن تيمية كتاب من تأليف أبو حفص البزار بين فيه سيرة ابن تيمية وثناء علماء أهل السنة والجماعة على ابن تيمية ومدحهم له.

## مؤلف الكتاب
سراج الدين أَبُو حفص: ولد سنة ثمان وثمانين وستمائة للهجرة. وعني بالحَدِيث، وقرأ الكثير، ورحل إِلَى دمشق. وقرأ بِهَا صحيح الْبُخَارِي. وَكَانَ حسن القراءة للقرآن والحَدِيث، ذا عبادة وتهجد، وصنف كثيرا فِي الْحَدِيث وعلومه، وَفِي الفقه والرقائق. وقدم فِي آخر عمره إِلَى بغداد، فأقام بِهَا يسيرا، ثُمَّ توجه إِلَى الحج سنة تسع وأربعين وسبعمئة. ثُمَّ توفي قبل وصوله إِلَى مَكَّة، صبيحة يَوْم الثلاثاء حادي عشرين ذي القعدة سنة تسع وأربعين وسبعمائة، ويقال: إنه كَانَ نوى الإحرام، وَذَلِكَ قبل الوصول إِلَى الميقات. وَدُفِنَ بتلك المنزلة، ومعه نَحْو من خمسين نفسا بالطاعون.

## تقسيم الكتاب
قسم المؤلف كتابه إلى أربعة عشر فصلا كل فصل مستقل بنفسه.
1. الفصل الأول: في ذكر منشأه وعمره ومدة عمره.
2. الفصل الثاني: في غزارة علومه ومؤلفاته ومصنفاته.
3. الفصل الثالث: في ذكر معرفته بأنواع المعقول والمنقول والمتصور والمفهوم.
4. الفصل الرابع: في ذكر تعبده.
5. الفصل الخامس: في ذكر بعض ورعه.
6. الفصل السادس: في ذكر بعض زهده وتجرده وتقاعده عن الدنيا وتعبده.
7. الفصل السابع: في إيثاره مع فقره وتواضعه.
8. الفصل الثامن: في هيئته ولباسه.
9. الفصل التاسع: في ذكر بعض كراماته وفراسته.
10. الفصل العاشر: في ذكر كرمه.
11. الفصل الحادي عشر: في ذكر قوة قلبه وشجاعته.
12. الفصل الثاني عشر: في ذكر قوته في مرضاة الله وصبره على الشدائد.
13. الفصل الثالث عشر: في أن الله جعله حجة في عصره ومعيارا للحق والباطل ومريد الأجل وغير مؤثر للعاجل.
14. الفصل الرابع عشر: في ذكر وفاته وكثرة من صلى عليه وشيعه.